# Анголски зъбар
Анголският зъбар (Dentex angolensis) е вид бодлоперка от семейство Sparidae. Видът е почти застрашен от изчезване.

## Разпространение и местообитание
Разпространен е в Ангола, Бенин, Габон, Гамбия, Гана, Гвинея, Гвинея-Бисау, Демократична република Конго, Екваториална Гвинея, Западна Сахара, Испания (Канарски острови), Камерун, Кот д'Ивоар, Либерия, Мавритания, Мароко, Нигерия, Сенегал, Сиера Леоне и Того.
Среща се на дълбочина от 12 до 100 m, при температура на водата от 15,2 до 17,6 °C и соленост 35,5 – 35,8 ‰.

## Описание
На дължина достигат до 37 cm.